# Duncan MacLeod
Duncan MacLeod es un personaje ficticio del universo de Highlander (Los inmortales) interpretado por el actor británico Adrian Paul. Este personaje es un inmortal creado como protagonista de la continuación televisiva de la franquicia Highlander, que comprende Highlander (serie de TV) y sus películas derivadas, Highlander: Juego Final y Highlander: El origen.
La serie de televisión fue creada originalmente para continuar la historia de la película, con Paul interpretando al mismo personaje que Christopher Lambert había interpretado en la película, sin embargo, durante el desarrollo previo a la filmación de la serie, Paul solicitó que se creara un nuevo personaje para evitar comparaciones directas con Lambert y permitirle desarrollar su propio personaje. En consecuencia, Duncan se presenta en el episodio piloto como miembro del clan y discípulo de Connor MacLeod, y la serie se centra en su propia vida y sus experiencias durante cuatro siglos.

## Biografía del personaje

### Serie de televisión
La serie no cuenta la historia de Duncan en orden cronológico, sino que establece la secuencia principal de eventos en el tiempo correspondiente a los años durante los cuales fueron filmadas las seis temporadas (1992-1998) y se hace uso extensivo de analepsis (flashbacks) para mostrar recuerdos de Duncan y sus implicaciones en la actualidad.
En el episodio piloto, "La reunión" (The Gathering), ambientado en 1992, se establece que Duncan tiene casi 400 años de edad y por lo tanto nació en 1592, siendo criado en Glenfinnan, Escocia. En el segundo episodio, "Árbol genealógico" (Family tree), el padre de Duncan es el jefe del Clan MacLeod, Ian MacLeod, quien afirma que el recién nacido Duncan era un huérfano entregado a su esposa Mary para reemplazar a su hijo muerto, y que fue criado con la idea de que fuera su sucesor como jefe del clan. El mismo episodio también muestra cómo Duncan es llevado a casa mortalmente herido en batalla, muere frente a su padre y posteriormente despierta con sus heridas completamente sanadas. Como consecuencia de esto, su familia cree que su resurrección es un signo de brujería, por lo que es desterrado de su clan y repudiado por su padre adoptivo. Según las crónicas de Los Vigilantes (The Watchers), se afirma que este hecho ocurre en 1622 durante una disputa con el Clan Campbell. En el episodio "The Gathering", Duncan y Connor MacLeod explican cómo Connor, quien había sufrido un calvario similar en 1536 al enterarse de que era inmortal, encontró a Duncan en 1625, le instruyo acerca de su inmortalidad y se convirtió en su mentor.
La serie contiene diversos flashbacks que muestran a Duncan viviendo muchas aventuras a lo largo de cuatro siglos, incluyendo visitar Francia e Italia durante el Renacimiento, viajando a China y Japón, presenciando la Revolución francesa, convirtiéndose en un guerrero Sioux, luchando en la Primera y Segunda Guerra Mundial y generalmente luchando por la justicia contra el mal. En 1815, en la batalla de Waterloo, conoce al inmortal Darius, quien ha rechazado la guerra y lo hace reflexionar, por lo que Duncan decide que nunca volverá a luchar en la guerra como soldado, convirtiéndose en un participante no letal en los conflictos posteriores (por ejemplo, como médico). La serie se centra especialmente en aventuras compartidas con amigos como Amanda y Hugh "Fitz" Fitzcairn.
Durante su vida, Duncan conoce y aprende muchas cosas de diferentes personas que contribuirán a moldear su personalidad y convertirse en un gran inmortal. Conoce a muchos otros inmortales: algunos se convierten en mentores, mientras que otros se convierten en amigos y otros en enemigos. Comenzando como un joven inmortal, lleno de bravuconería (basado en la ingenuidad) y también imprudente e inculto, gradualmente cambia y madura a medida que va recorriendo el mundo instruyéndose, hasta que se convierte en el personaje sabio, educado y compasivo de tiempos presentes. Es un experto en muchos temas, habla con fluidez varios idiomas (gaélico, inglés, sioux, francés, italiano, ruso, español, chino, japonés, alemán, griego y árabe) y es experto en muchas formas de artes marciales. Ha tenido muchas profesiones, incluyendo soldado, guardaespaldas, editor del periódico, conductor de ambulancia en la Primera Guerra Mundial, chofer y combatiente de la Resistencia durante la Segunda Guerra Mundial. Más recientemente, es comerciante de antigüedades, propietario de un dōjō y profesor de historia a tiempo parcial.
1992-1998 es un período crítico para Duncan. Siendo los años durante los cuales fue filmada la serie, también son los años en los que se establece el "tiempo presente" de la serie y, por lo tanto, presentan muchos eventos importantes en su vida. El episodio "The Gathering" muestra a Duncan retomando "El juego" después de un período de semi-retiro con su novia Tessa Noël y una reunión con su entrenador y mentor Connor MacLeod. Durante la serie, Duncan se encuentra nuevamente con muchos viejos amigos y enemigos, son resueltas antiguas disputas entre ellos y Duncan mata a muchos inmortales. Pierde muchas personas queridas, incluyendo a Tessa, el amor de su vida, amigos inmortales como Darius y Hugh Fitzcairn y su amigo mortal Charlie DeSalvo. Se hace amigo de Richie Ryan y se convierte en su mentor después de su primera muerte, enseñándole las normas de los inmortales, y posteriormente lo mata accidentalmente en 1997 durante una confrontación con el demonio Ahriman. Conoce a Joe Dawson, quien le revela que es miembro de una organización conocida como Los Vigilantes (The Watchers), que observa en secreto a todos los inmortales. También conoce a Methos, el legendario inmortal más antiguo, en el capítulo final de la serie, y finalmente derrota al demonio Ahriman.

### Películas
En la película Highlander: Juego Final (2000) se revela que el inmortal Jacob Kell ha pasado los últimos cuatro siglos matando a todas las personas cercanas a Connor MacLeod porque este había matado al padre adoptivo de Kell. También reunió a un grupo de inmortales que dominarían a otros inmortales, permitiendo entonces a Kell entrar y tomar sus cabezas. En la década de 1990, Connor se escondió en un lugar llamado El Santuario, donde Los Vigilantes (The Watchers) protegían del Juego a los Inmortales. Diez años después del asesinato de la hija adoptiva de Connor, Rachel Ellenstein, Kell atacó el Santuario, y Connor fue dado por muerto junto con los otros Inmortales que estaban albergados allí. Duncan tiene visiones de este mal acto e investiga. Descubre que Kell perdonó la vida a Connor con el fin de hacer su vida aún más miserable. Kell quiere matar a Duncan solo para ver agonizar aún más a Connor y, dado el número de "Avivamientos" ("Quickenings") que había obtenido, podría hacerlo. Por lo tanto, Connor obliga a Duncan a matarlo a él mismo, para absorber su poder, permitiendo así que Duncan derrote a Kell. Duncan, una vez más, tiene que perder a un amigo, pero al final entiende que la muerte de Connor era necesaria y que era la única forma posible de matar a Kell. Duncan enterró a Connor en las Tierras Altas de Escocia (Highlands), en Glencoe, junto a los restos de su primera esposa, Heather. La película también revela que Duncan se casó en 1715 con una mujer irlandesa llamada Kate Devaney. Sabiendo que Kate era preinmortal, Duncan la mató en la noche de bodas para desencadenar su inmortalidad pero, después de revivir, la asustada Kate rechazó a Duncan y huyó. En el presente de la película, Kate (ahora llamada Faith) es un subordinado de Jacob Kell.
En la película Highlander: El origen (2007), Duncan se ha casado con una mujer mortal llamada Anna Teshemka y desde entonces se ha separado de ella. Se reúne con ella en el monasterio del Anciano, un antiguo inmortal que está maldito a envejecer para siempre pero nunca morir, y Duncan se une a la búsqueda de la Fuente de la Inmortalidad después de la muerte de Joe Dawson. A medida que se acerca a la Fuente, se vuelve mortal junto con los otros inmortales del grupo (incluido Methos). Después de derrotar a El Guardián, un antiguo inmortal que guarda la Fuente, Duncan puede entrar a la Fuente con Anna y, mientras tienen relaciones sexuales, le revela que está embarazada de su hijo.

### Libros
Una serie de nueve novelas con licencia se lanzaron desde octubre de 1995 hasta febrero de 1999. Estas novelas detallan eventos adicionales en la vida de Duncan. En estas novelas, Duncan lucha contra un pirata inmortal escocés, conoce y luego decapita al inmortal Nicolás Maquiavelo, viaja al Tíbet, donde se encuentra con el 8º Dalái lama, busca oro en el Yukón con Hugh Fitzcairn y su alumno, se involucra en la rebelión árabe, se reúne con la inmortal Annie Devlin, que intenta involucrarlo en otro intento de ganar la independencia escocesa, protege a un diplomático palestino de un militante judío inmortal y se encuentra con una inmortal amante de Darius.
Se publicó una novela en idioma alemán titulada Highlander: Die Rückkehr des Unsterblichen (Highlander: El retorno del inmortal). Esta novela trata sobre las consecuencias para Duncan por decapitar a una mujer inmortal y sus deseos de dejar El Juego. La novela tiene lugar durante el episodio 'Medicina mortal' de la primera temporada.
También se ha publicado una serie llamada Highlander Imagine. Esta serie se desarrolla en una continuidad alternativa donde Tessa sobrevive a los eventos del capítulo "La Oscuridad" (The darkness).

## Locaciones de la serie de televisión[4]
Por ser una serie con productores europeos, la primera parte de las primeras cinco temporadas se filmó en Vancouver, Columbia Británica (Canada), mientras que la segunda parte se filmó en París, Francia. Es por eso que Duncan viaja entre estos lugares cada seis meses. La sexta temporada, que también fue la última de la serie, fue filmada en su totalidad en París.